# Ha-Poel ha-Mizrahí
Ha-Poel ha-Mizrahí (hebreu: הפועל המזרחי‎, en català: el treballador mizrahí) fou un partit polític i moviment colonitzador d'Israel, anterior a la formació del Partit Nacional Religiós.
El moviment fou creat a Jerusalem el 1922 sota l'eslògan sionista "Torà va-Avodà" (Torà i Treball), com una organització sionista religiosa que donava suport a la fundació dels quibuts religiós i moixavim on el treball va ser realitzat d'acord amb l'halacà. El seu nom prové de l'Organització Sionista Mizrahí, i és un acrònim en hebreu per a centre religiós (hebreu: מרכז רוחני) (transliterat: Merkaz Ruhaní).
A les eleccions legislatives d'Israel de 1949 es va presentar com a part d'una llista conjunta anomenada Front Unit Religiós al costat de Mizrahí, Agudat Israel i Agudat Israel dels Treballadors. El grup va obtenir 16 escons, dels quals el ha-Poel ha-Mizrahí li'n correspongueren cinc, pel que fou el tercer partit a la Kenésset, després de Mapai i Mapam. Va ser convidat a unir-se a la coalició de govern de David Ben-Gurion i el seu cap Haim-Moshe Shapira fou nomenat el ministre d'Interior, Ministre de Salut i Ministre d'Immigració en el primer govern.
El Front Unit Religiós va tenir un important paper en la caiguda del primer govern a causa del seu desacord amb Mapai sobre qüestions relatives a l'educació en els nous campaments de refugiats i el sistema d'educació religiosa, així com la seva exigència de tancar el Ministeri de Racionament i Abastament i que un empresari fos designat com a Ministre de Comerç i Indústria. Ben-Gurion va dimitir el 15 d'octubre de 1950. Quan es resolgueren els problemes dues setmanes més tard, es va formar el segon govern amb els mateixos socis de la Coalició i els ministres de l'anterior.
A les eleccions de 1951 el partit es va presentar en solitari amb el nom Torà i Treball - ha-Poel ha-Mizrahí. Va obtenir vuit escons, el quart partit més votat. Una vegada més es van unir a la coalició de Govern, i va seguir sent-ne membre en els quatre governs del Segon Kenésset. Shapira va mantenir la seva posició com a Ministre de l'Interior i també va esdevenir Ministre de les Religions. Quan va caure el tercer govern Shapira deixà el Ministeri de l'Interior i va esdevenir ministre de Benestar Social. Va recuperar el Ministeri de l'Interior en el sisè govern. Yosef Burg també va esdevenir ministre de Salut en el tercer govern, i Ministre de Serveis Postals en el quart, cinquè i sisè governs.
Per a les eleccions de 1955 el partit es va unir al seu bessó ideològic, Mizrahí, per formar el Front Nacional Religiós. El nou partit va obtenir 11 escons, el quart més votat, i novament foren socis del govern de coalició en el Tercer Kenésset. En 1956, la unió dels dos partits esdevingué permanent, i canvià el nom al del Partit Nacional Religiós, que encara continua sent una força influent en la política israeliana.

## Resultats electorals
| Any  | Líder              | Vots                                | %                                   | Escons   | +/– | Govern   |
| ---- | ------------------ | ----------------------------------- | ----------------------------------- | -------- | --- | -------- |
| 1925 |                    |                                     |                                     | 6 / 221  | Nou | N/A      |
| 1931 |                    | Coalició Ha-Poel ha-Mizrahí-Mizrahí | Coalició Ha-Poel ha-Mizrahí-Mizrahí | 5 / 71   | 1   | N/A      |
| 1944 | Haim-Moshe Shapira | 18,748                              | 9.45                                | 16 / 173 | 11  | N/A      |
| 1949 | Haim-Moshe Shapira | Dins el Partit Nacional Religiós    | Dins el Partit Nacional Religiós    | 7 / 120  | 9   | Coalició |
| 1951 | Haim-Moshe Shapira | 46,347                              | 6.74                                | 8 / 120  | 2   | Coalició |
| 1955 | Haim-Moshe Shapira | Dins el Partit Nacional Religiós    | Dins el Partit Nacional Religiós    | 9 / 120  | 1   | Coalició |